# 6437 Stroganov
6437 Stroganov eller 1987 QS7 är en asteroid i huvudbältet som upptäcktes den 28 augusti 1987 av den belgiske astronomen Eric W. Elst vid Haute-Provence-observatoriet. Den är uppkallad efter den ryska köpmansfamiljen Stroganov.
Asteroiden har en diameter på ungefär 7 kilometer och den tillhör asteroidgruppen Koronis.